# Jobe Bellingham
Ne doit pas être confondu avec Jude Bellingham.
Pour les articles homonymes, voir Bellingham.
Jobe Bellingham, né le 23 septembre 2005 à Stourbridge (Angleterre), est un footballeur anglais qui évolue au poste de milieu central au Borussia Dortmund.

## Biographie

### En club

#### Birmingham City
Né à Stourbridge, dans les Midlands de l'Ouest, en Angleterre, Jobe Bellingham est formé par Birmingham City.
Le 8 janvier 2022, à l'occasion d'une rencontre de Coupe d'Angleterre contre le Plymouth Argyle FC, il dispute son premier match en professionnel à l'âge de 16 ans. Il entre en jeu et son équipe s'incline (défaite, 0-1),.
Le 23 septembre 2022, il signe son premier contrat professionnel avec les Blues,.

#### Sunderland AFC
Le 14 juin 2023, Jobe Bellingham rejoint le Sunderland AFC, club évoluant en deuxième division anglaise,. Il y réalise une saison pleine, participant à 45 matchs de championnat, titularisé à 43 reprises, marquant 7 buts et délivrant une passe décisive. Les Black Cats terminent à la 15e place de Championship.
Il réalise une saison 2024-2025 du même acabit, apparaissant à 40 reprises en championnat, dont 39 titularisations, marquant à 4 reprises et délivrant 3 passes décisives. Cette fois-ci, Sunderland se qualifie pour les barrages de promotion et les remportent. Les Black Cats sont ainsi promus en Premier League.

#### Borussia Dortmund
Le 10 juin 2025, Jobe Bellingham s'engage en faveur du Borussia Dortmund en paraphant un contrat de cinq ans, soit jusqu'en juin 2030,. Il rejoint les Schwarz-Gelben pour un montant estimé à 33 millions d'euros couplé à 5 millions d'euros de bonus,. Il s'agit de l'indemnité de transfert la plus élevée qu'un club nouvellement promu en Premier League ait reçue. Ce transfert fait également de lui la deuxième recrue la plus chère de l'histoire du Borussia Dortmund, hors bonus, derrière Ousmane Dembélé.
Le 17 juin 2025, lors de la Coupe du monde des clubs de la FIFA, il dispute son premier match avec le BVB contre le Fluminense FC (match nul, 0-0),. Le 21 juin, il inscrit son premier but sous ses nouvelles couleurs contre le Mamelodi Sundowns (victoire, 3-4),,,.

### En sélection nationale
Jobe Bellingham représente l'équipe d'Angleterre des moins de 17 ans de 2021 à 2022. Au total il joue huit matchs avec cette sélection. Le 6 septembre 2023, il fait ses débuts avec les moins de 19 ans lors d'un match perdu contre l'Allemagne (défaite, 0-1).

## Vie personnelle
Jobe Bellingham est le fils cadet de Denise et Mark Bellingham. Il est le jeune frère de Jude Bellingham, lui aussi footballeur professionnel, qui l'a précédé dans l'académie de Birmingham City où tous deux ont passé leurs années de formation,.

## Statistiques
| Saison                | Club                  | Championnat           | Championnat | Championnat | Championnat | Coupe(s) nationale(s) | Coupe(s) nationale(s) | Coupe(s) nationale(s) | Compétition(s) continentale(s) | Compétition(s) continentale(s) | Compétition(s) continentale(s) | Compétition(s) continentale(s) | Play-Offs | Play-Offs | Play-Offs | Coupe du monde des clubs | Coupe du monde des clubs | Coupe du monde des clubs | Total | Total | Total |
| Saison                | Club                  | Division              | M.          | B.          | P.d.        | M.                    | B.                    | P.d.                  | Comp.                          | M.                             | B.                             | P.d.                           | M.        | B.        | P.d.      | M.                       | B.                       | P.d.                     | M.    | B.    | P.d.  |
| 2021-2022             | Birmingham City       | Championship          | 2           | 0           | 0           | 1                     | 0                     | 0                     | -                              | -                              | -                              | -                              | -         | -         | -         | -                        | -                        | -                        | 3     | 0     | 0     |
| 2022-2023             | Birmingham City       | Championship          | 22          | 0           | 0           | 1                     | 0                     | 0                     | -                              | -                              | -                              | -                              | -         | -         | -         | -                        | -                        | -                        | 23    | 0     | 0     |
| Sous-total            | Sous-total            | Sous-total            | 24          | 0           | 0           | 2                     | 0                     | 0                     | -                              | -                              | -                              | -                              | -         | -         | -         | -                        | -                        | -                        | 26    | 0     | 0     |
| 2023-2024             | Sunderland AFC        | Championship          | 45          | 7           | 1           | 2                     | 0                     | 0                     | -                              | -                              | -                              | -                              | -         | -         | -         | -                        | -                        | -                        | 47    | 7     | 1     |
| 2024-2025             | Sunderland AFC        | Championship          | 43          | 4           | 3           | -                     | -                     | -                     | -                              | -                              | -                              | -                              | 3         | 0         | 0         | -                        | -                        | -                        | 46    | 4     | 3     |
| Sous-total            | Sous-total            | Sous-total            | 88          | 11          | 4           | 2                     | 0                     | 0                     | -                              | -                              | -                              | -                              | 3         | 0         | 0         | -                        | -                        | -                        | 93    | 11    | 4     |
| 2024-2025             | Borussia Dortmund     | Bundesliga            | -           | -           | -           | -                     | -                     | -                     | -                              | -                              | -                              | -                              | -         | -         | -         | 4                        | 1                        | 1                        | 4     | 1     | 1     |
| Sous-total            | Sous-total            | Sous-total            | 0           | 0           | 0           | 0                     | 0                     | 0                     | -                              | -                              | -                              | -                              | -         | -         | -         | 4                        | 1                        | 1                        | 4     | 1     | 1     |
| Total sur la carrière | Total sur la carrière | Total sur la carrière | 107         | 11          | 4           | 4                     | 0                     | 0                     | -                              | -                              | -                              | -                              | 3         | 0         | 0         | 4                        | 1                        | 1                        | 118   | 12    | 5     |

## Palmarès

### Distinctions individuelles
- Meilleur jeune joueur de Championship 2024-2025[23].
- Membre de l'équipe-type de D2 anglaise en 2025 (EFL Awards)[24].